# Journal of the Society for Information Display
Journal of the Society for Information Display is een internationaal, aan collegiale toetsing onderworpen wetenschappelijk tijdschrift op het gebied van de natuurkunde. De naam wordt in literatuurverwijzingen meestal afgekort tot J. Soc. Inf. Disp..
Het wordt uitgegeven door Wiley-Blackwell namens de Society for Information Display en verschijnt 4 keer per jaar.
Het eerste nummer verscheen in 1993.